# 1523 Pieksämäki
Az 1523 Pieksämäki (ideiglenes jelöléssel 1939 BC) a Naprendszer kisbolygóövében található aszteroida. Yrjö Väisälä fedezte fel 1939. január 18-án, Turkuban.